# Chail, Deux-Sèvres

Chail este o comună în departamentul Deux-Sèvres, Franța. În 2009 avea o populație de 526 de locuitori.